# Lista de obras publicadas por Vicente Maria Almeida d'Eça
Lista das obras publicadas pelo Vice-almirante Vicente Maria de Moura Coutinho Almeida d'Eça.
- Luís de Camões Marinheiro: Estudo, Lisboa, Empreza Horas Românticas, 1880
- Historia Marítima, Biblioteca do Povo e das Escolas, Lisboa, David Corazzi, 1884
- Do Exercício da Pesca Marítima: Questões de Direito Internacional: Dissertação para o Concurso à Quinta Cadeira da Escola Naval, Lisboa, Tip.Souza Neves, 1885
- Contos sem Cor, Porto, Campos & Godinho Ed., 1885
- Viagens e Descobrimentos Marítimos, Biblioteca do Povo e das Escolas, 115, Lisboa, David Corazzi, 1885
- Trabalhos Hidrográficos no Ministério da Marinha e Ultramar: Parecer das Secções Reunidas Cartographia e Nautica sobre o Relatório e Proposta de Organização do Sócio Francisco Maria Pereira da Silva, Lisboa, Sociedade de Geographia de Lisboa, 1886
- Viagens e Descobrimentos Terrestres, Biblioteca do povo e das escolas, 133, Lisboa, David Corazzi, 1886
- Viagens e Descobrimentos Marítimos dos Portugueses, Biblioteca do Povo e das Escolas, 166, Lisboa, Companhia Nacional Editora, 1889
- A Organização da Marinha de Guerra e as Últimas Reformas, Lisboa, Tip. Stereotypia Moderna, 1890
- Quadros Synopticos, Chronologicos e Bibliographicos das Matérias Professadas na Cadeira de Direito Internacional Marítimo: Escola naval, Lisboa, Impr. Nacional, 1891
- Nota Sobre os Estabelecimentos de Instrução Naval em Portugal, Principalmente Sobre a Escola Naval, Lisboa, Imprensa Nacional, 1892
- O Infante D. Henrique e a Arte de Navegar dos Portugueses, Conferência feita em 19 de Fev. 1894 no Club Militar Naval na comemoração do Centenário Henriquino, Lisboa, Férin, 1894
- Lições de História Marítima Geral, Lisboa, Impr. Nacional, 1895
- As Lanchas-canhoneiras nas Recentes Operações em Lourenço Marques, Comunicação feita à Sociedade de Geografia de Lisboa, Lisboa, Imprensa Nacional, 1896
- Noções Elementares de Geographia, Chronologia e Corografia de Portugal, Lisboa, Tip. Comp. Nacional Editora, 1897
- Almirante da Índia, Revista Portuguesa Colonial e Marítima, nº1, Lisboa, 1897, pp.507-525
- Pescas Portuguesas: a Lagosta, Revista Portuguesa Colonial e Marítima, nº 1, Lisboa, 1897, pp.58-62, 130-132
- Nyassa Portuguez, Revista Portuguesa Colonial e Marítima, nº 2, Lisboa, 1898, pp-978-987, 1040-1053, 1116-1122, 1175-1184
- O Marinheiro Portuguez Atravéz da História, Conferência na Academia de Estudos Livres em 12 de Abril de 1898 - 4º centenário do descobrimento do caminho marítimo para a Índia, Annaes da Academia de Estudos Livres, Lisboa, Academia de Estudos Livres, 1898
- O Official de Marinha, Oração lida na sessão solene de abertura das aulas da Escola Naval em 18 de Outubro de 1899, Lisboa, Imprensa Nacional, 1899
- Portugal e Brasil, Oração pronunciada na sessão Solene de 5 de Maio de 1900 na Sociedade de Geografia de Lisboa em comemoração do 4º Centenário do Descobrimento do Brasil, Lisboa, Imprensa Nacional, 1901
- Considerações Gerais Sobre Historia Colonial: Esboço Geographico-Histórico dos Territórios portugueses entre o Indico e o Nyassa, Conferências preliminares do Congresso Colonial Nacional, nº 12, Lisboa, Imprensa Nacional, 1902
- Sobre o Estado Actual das Pescas Marítimas em Portugal, 2ª conferencia preparatória do Congresso Marítimo Nacional de 1903, Lisboa, Liga Naval Portugueza, 1903
- A Exposição de Cartographia e a Cartographia Marítima Portugueza, Lisboa, Sociedade de Geographia de Lisboa, 1904
- Delimitação das Fronteiras Terrestres, Lisboa, Sociedade de Geographia de Lisboa, 1904
- A Cartografia Marítima Portuguesa e os seus Antecedentes, sep. dos Annaes do Clube Militar Naval, v. XXXIV, Lisboa, 1904
- Chorographia de Portugal: Noções Elementares, Lisboa, Ferreira & Oliveira, 1905
- Situação Actual da Pesca da Sardinha na Póvoa do Varzim, Anais da Marinha, nº 1, Lisboa, 1905
- Alguns problemas Actuaes no Direito da Guerra Maritima: Communicação Lida ao Clube Militar Naval em 29 de Janeiro de 1906, [Lisboa], Tip. J.F.Pinheiro, 1906
- A Obra Scientifica do Visconde de Santarem, Lisboa,: Sociedade de Geografia, 1907
- Política Marítima de Portugal na História, Boletim da Liga Naval Portuguesa, nº 6, Lisboa, Maio de 1907, pp.100-103
- Congresso de Pesca em Anvers, Boletim da Liga Naval Portuguesa, nº 6, Lisboa, Setembro de 1907, pp.177-186
- Missão Portugueza ao Congresso de Saint-Nazaire e Nantes em 1908, Lisboa, Typ. J.F. Pinheiro, 1908
- Momentos do Domínio Português em Mombaça, Boletim da Liga Naval Portuguesa, nº 7, Lisboa, Março de 1908, pp.33-38
- As Pescas em Portugal: as Salinas, Notas sobre Portugal / Exposição Nacional do Rio de Janeiro em 1908, Lisboa, 1908
- A Abertura dos Portos do Brasil: Ensaio Histórico, Lisboa, Sociedade de Geografia, 1908
- As Pescas Marítimas em Portugal, Lisboa, Sociedade de Geographia de Lisboa, 1909
- Sá da Bandeira, Oração lida na sessão solene de 21 de Junho de 1909 na Sociedade de Geografia de Lisboa , Lisboa, Typ. Universal, 1909
- Causas Políticas das Invasões, Lisboa, Escola Naval, 1910
- No Centenário de Ceuta, Lisboa, Sociedade de Geografia de Lisboa, 1915
- Os Filhos da Escola Naval na Grande Guerra, Lisboa, Imprensa Nacional, 1919
- Normas Económicas na Colonização Portuguesa até 1808, Coimbra, Imprensa da Universidade, 1921
- Ostras e Ostreicultura em Portugal: Comunicação ao VII Congresso Internacional de Pesca, Santander, 1921, Lisboa, Imprensa Nacional, 1921
- O Feito de Fernão de Magalhães, sep. Historia e Memórias da Academia das Sciencias de Lisboa, Nova Série, 2ª classe, Sciencias Morais e Políticas e Belas Letras, t.14, Coimbra, Imprensa da Universidade, 1921
- Geografia: Livro para a 4ª e 5º Classe, Lisboa, J. Rodrigues, 1922
- Castles of Portugal, publ. by The Portuguese Government Tourist Office, Lisboa, Of. da Soc. Nac. de Tipografia, 1925
- Quadros Sinópticos de Direito Internacional Marítimo: da 12ª Cadeira da Escola Naval, [1921], Lisboa, Imprensa da Armada, 1927
- A Pesca, Exposição Portuguesa em Sevilha, Lisboa, Imprensa Nacional, 1929